# ビッグバード (セサミストリート)
ビッグバード（Big Bird）は、セサミストリートのキャラクター。1969年の番組開始時から登場しており、2000年にはアメリカ議会図書館で「生きる伝説」賞を受賞している。

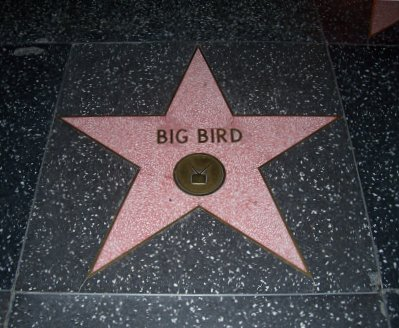
ハリウッド・ウォーク・オブ・フェームのビッグバードの星

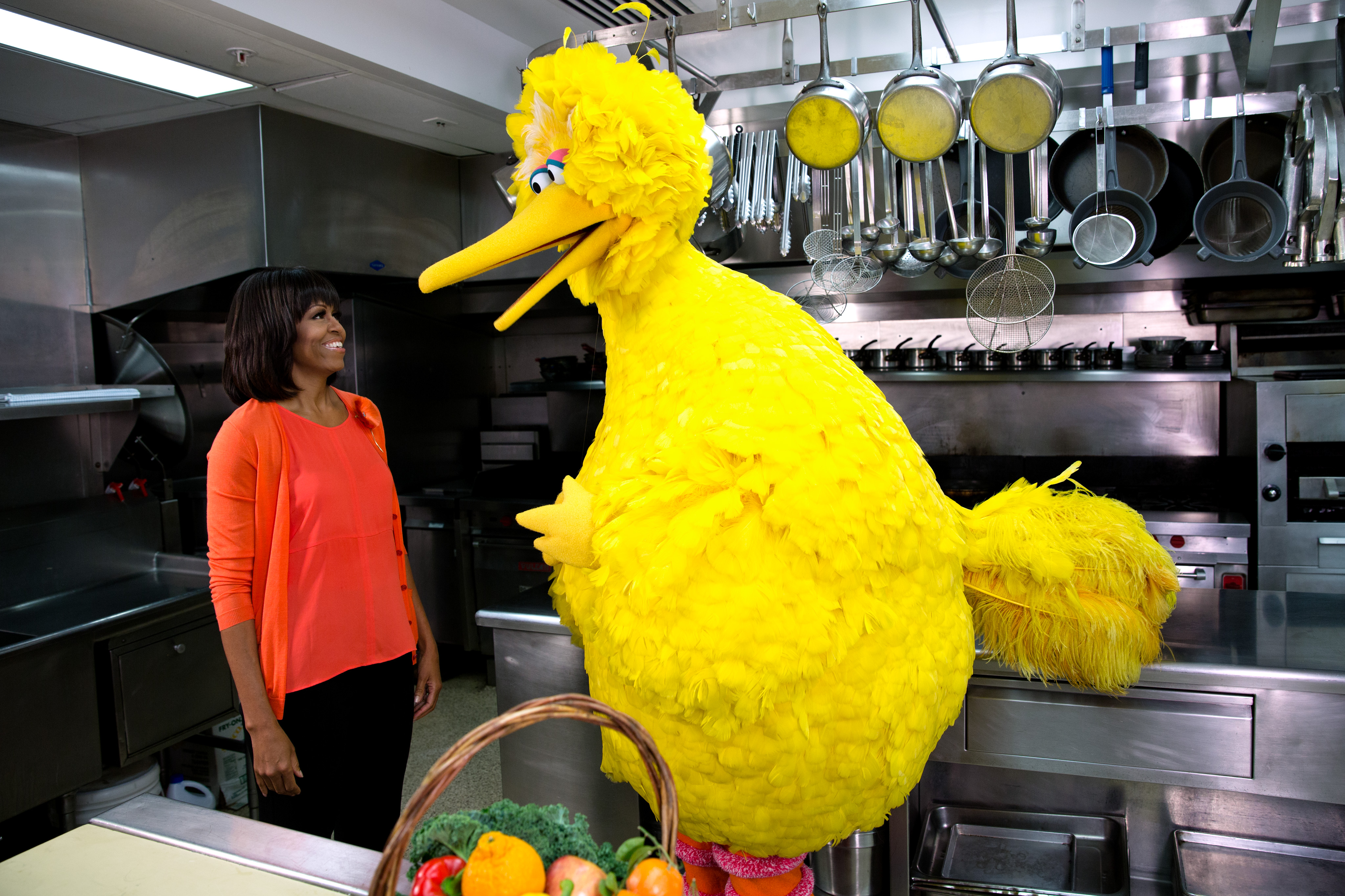
「セサミストリート」が「let's move」とのキャンペーンコラボでミシェル・オバマと共演。

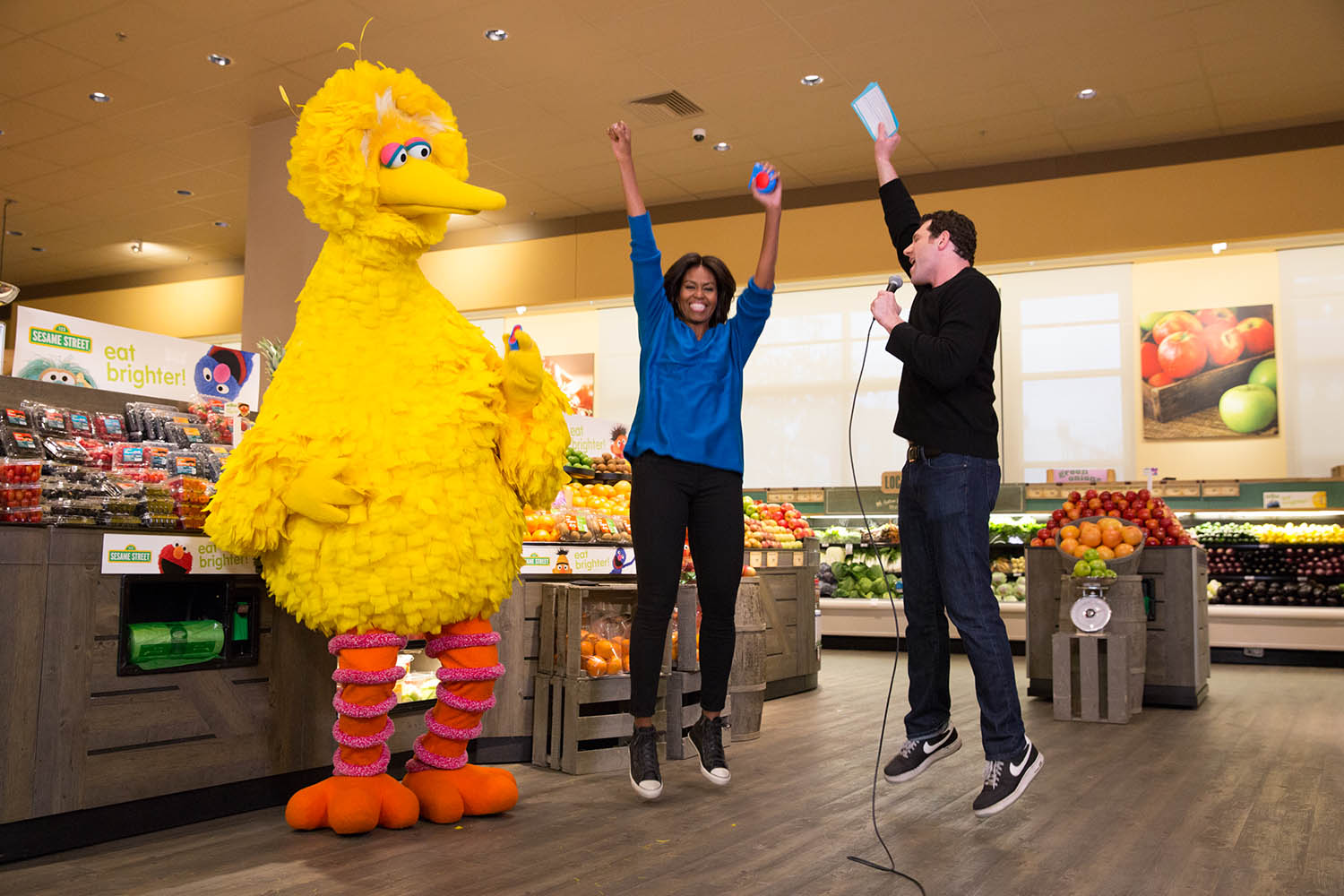
ビッグバードとミシェル・オバマが、「Billy on the Street」で案内役のビリー・アイクナーと共演。

## 設定
彼はローラースケートやアイススケートにダンスと水泳も得意で、詩を書くのも、芸術も歌うことも得意なほか、一輪車まで乗りこなしている。ちなみに彼の背は非常に高く、カナリアをモデルにしている。彼は時々、言い間違えるときがある（例：「フーパー」を「ルーパー」と間違える等）。ビッグバードの誕生日は3月20日である。
ビッグバードの友達にはエルモなどがいるが、その中ではスナッフィーはみんなに顔を見せる前までは空想の中での友達だった。
彼はオスカーのゴミ箱にすぐ隣に設置されている巨大な巣に住んでおり、熊のぬいぐるみ「レイダー」といつも一緒にいる。ただし「ハリケーンがくるぞ（Hurricane）」というエピソードで、ハリケーン到来の日にビッグバードの巣が壊れたことがあったが、仲間たちの協力によって新しい巣が完成した。

## テレビ
放送開始以来、ビッグバードのマペット操演と声はキャロル・スピニーが長年に渡り担当していた。ただし、シーズン1の一部の回や1969年の『エド・サリヴァン・ショー』での出演時には、代役としてダニエル・シーグレンが演じたことがある。
マペットの夢みるハリウッドでは、運転手のフォジーと隣の席に座るカーミットの前に歩道を歩いているビッグバードが登場。マペット・ショーではシーズン3の第18話（イギリスでは1979年1月26日、アメリカでは1979年2月12日に放送。日本では放送されなかった。）にゲストで登場し、ミス・ピギーと初対面したり、レスリー・アガムズと『愛ある限り』を歌ったこともある。
スピニーが高齢となったことから、2000年代からはマット・ヴォーゲルが徐々に操演や声を担当するようになった。スピニーは2015年頃より声のみの担当となっていたが、2018年10月17日にスピニーがビッグバード役から降板することが発表され、以降はヴォーゲルに完全交代した。

## 原型
ビッグバードのデザインは元々、マペットの生みの親 ジム・ヘンソンが手掛けており、1969年にカーミット・ラブの協力によって実現した。

## 家族
グラニー・バード
演 - キャロル・スピニー、吹 - 滝沢ロコ（NHK教育版）、不明（U-NEXT版）
ビッグバードのおばあちゃん。メガネを掛けており、外見はビッグバードと一緒。第0030話で初登場。
ビッグバードは、この他にも、パパ、ママ、兄弟がいるが表には出てこない。

## 担当俳優
- キャロル・スピニー（1969年 - 2018年）
- マット・ヴォーゲル（2002年 - ）

## 日本語吹き替え版
太字は専属声優。
| 担当声優 | 担当作品 |
| -------- | --- |
| 青野武   | 英語と遊ぼう! エレクトリック・カンパニー |
| 森功至   | マペットの夢みるハリウッド（LD版） |
| 水島裕   | セサミストリート（スペシャル版） - ビッグバード 中国への旅 - 美術館へ行こう〜メトロポリタン美術館のセサミストリート〜 - セサミストリート: 世界の国からハッピーニューイヤー - セサミストリート: セントラルパークでシング・シング・シング - セサミストリート危機一髪 - エルモのクリスマス |
| 水島裕   | セサミストリート VHSビデオ「エルモのみんなでなかよく」 |
| 真殿光昭 | マペットの夢みるハリウッド（Disney+版） セサミストリート（NHK版） USJのアトラクション |
| 鶴岡聡   | セサミストリート（テレビ東京版、DVD版、Youtube版、U-NEXT版、NHK Eテレ『エルモのおうちで遊ぼう』） |